# Cédric Rey
Cédric Rey (25 augustus 1984) is een Franse voetballer die als linkervleugelverdediger actief was bij RS Waasland. Rey debuteerde op het hoogste niveau in Frankrijk bij Sochaux. In het seizoen 2006-2007 werd hij door Sochaux uitgeleend aan Beauvais. In september 2007 tekende de Fransman een contract als vrij speler bij Waasland, waar zijn contract op het einde van het seizoen niet verlengd werd.